# Mohammad Khatami
Mohammad Khatami (en persan : سید محمد خاتمی), né le 14 octobre 1943 à Ardakan, dans la province de Yazd, est un homme d'État iranien.
Longtemps ministre de la Culture et de l’Orientation islamique, il est président de l'Iran du 3 août 1997 au 3 août 2005. Au cours de ses deux mandats, Khatami construit des relations diplomatiques avec de nombreux États, y compris ceux de l'Union européenne et de l'Asie. En politique intérieure, il prône la liberté d'expression et la tolérance, mais ne parvient pas à changer les institutions, en raison de l'opposition conservatrice au Parlement, ni à relancer l'économie.
Après avoir renoncé à se présenter à l'élection présidentielle de 2009 pour ne pas contribuer à disséminer les voix de l'électorat modéré, il soutient la candidature de Mir Hossein Mousavi, puis le soulèvement postélectoral qui suit la réélection annoncée de Mahmoud Ahmadinejad. 
Khatami est considéré comme le chef de file des « réformateurs » en Iran.

## Biographie

### Études et débuts en politique
Fils de religieux, il intègre la faculté de Qom en 1961, où il poursuit des études de théologie. Plus tard, il obtient une maîtrise de philosophie occidentale à l'université d'Ispahan, et poursuit ses études religieuses au séminaire de Qom. Après avoir obtenu un diplôme post-universitaire en sciences de l'éducation à l'université de Téhéran en 1970, il étudie le ijtihad (pratique de la direction religieuse) au séminaire de Qom.
Mohammad Khatami commence sa carrière politique en s'engageant dans une campagne anti-Chah, conduite par l'ayatollah Khomeini. Après la révolution de 1979, il part en Allemagne pour diriger le Centre islamique de Hambourg, jusqu'en 1980.
Avant de devenir président, Khatami est député de 1980 à 1982, puis superviseur de l'Institut Kayhan. En 1982, il est nommé ministre de la Culture et de l'Orientation islamique, poste dont il démissionne en 1992, puisque jugé trop tolérant envers les non-islamiques. Par la suite, il exerce les fonctions de directeur de la Bibliothèque nationale d'Iran, de 1992 à 1997.
Pendant la guerre Iran-Irak, il est commandant des forces conjointes et président de la cellule de propagande de guerre. En 1992, il est nommé conseiller culturel du président Ali Akbar Hachémi Rafsandjani.

### Présidence de la République

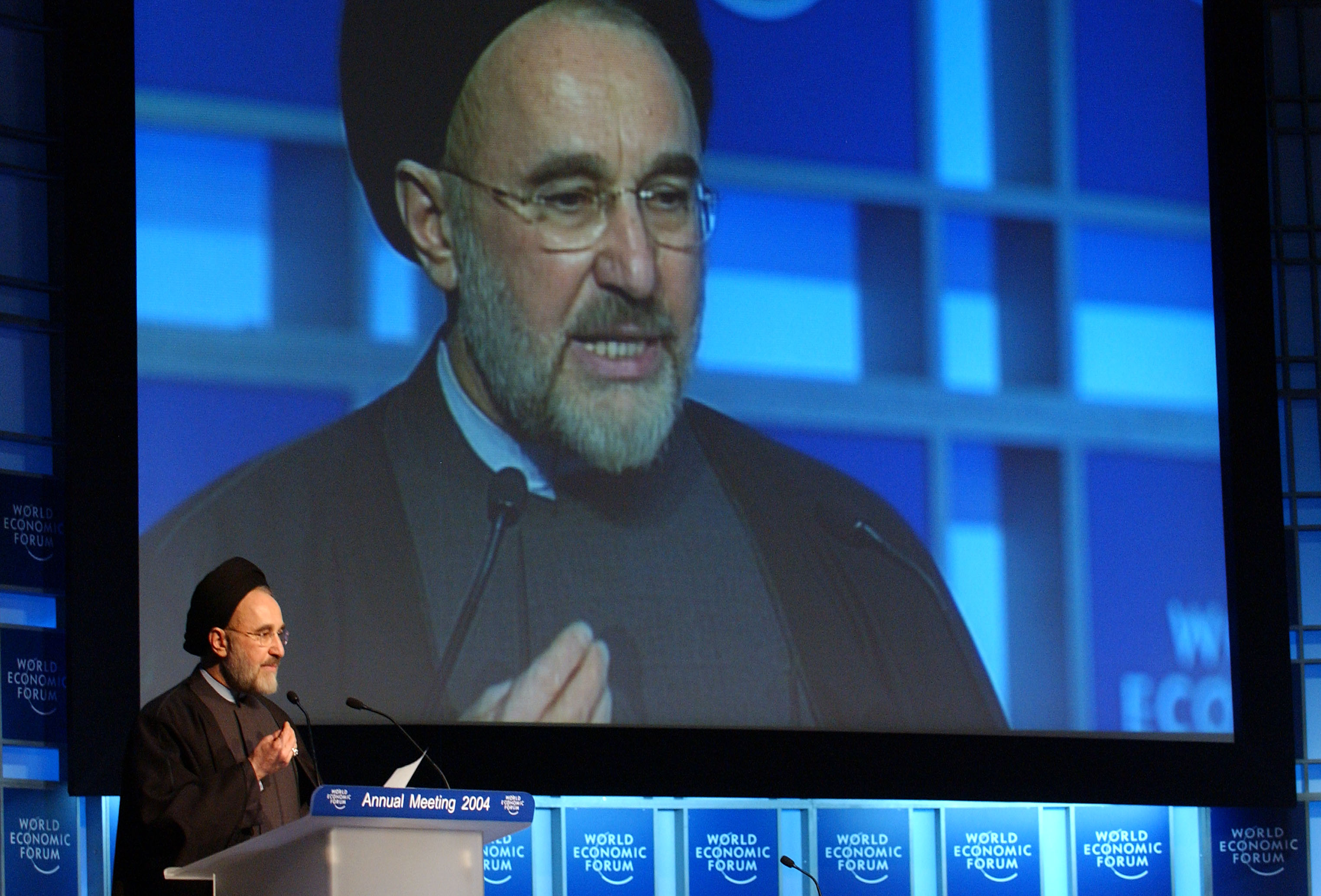
Mohammad Khatami au Forum économique mondial de Davos, en 2004.

Khatami est élu président le 23 mai 1997. Sa victoire, avec près de 70 % des voix, est due en grande partie aux votes des femmes et des jeunes ; son programme promettait alors d'améliorer le statut de la femme et répondait en partie aux attentes de la jeunesse iranienne. Il est réélu pour un second mandat le 8 juin 2001.
Khatami est considéré, notamment par la plupart des pays occidentaux, comme le premier président réformiste d'Iran, sa campagne présidentielle se focalisant sur l'État de droit, la démocratisation et la participation de tous les Iraniens dans le processus de décision politique. Son programme s'inspire des idées du philosophe Abdolkarim Soroush. Toutefois sa politique de réformes se heurte à la ligne conservatrice des islamistes de son gouvernement qui contrôlent des organisations religieuses puissantes comme le Conseil des gardiens de la Constitution. L'administration Bush se distingue en refusant de voir tout signe de modération et va jusqu'à qualifier l’Iran comme un État faisant partie de « l’axe du mal » en 2002. En 2002, après l'échec de sa réforme destinée à mieux contrôler le pouvoir des « durs » du régime, il déclare « Je retire ces projets de loi et déclare ma défaite, afin qu'on ne retire pas au président les quelques pouvoirs qui lui restent. » et « Je reste. Je n’ai pas pris la décision de démissionner et j'espère pouvoir terminer le travail que j'ai commencé et que je n'ai pas pu finir. »

### Après la présidence
Il est nommé, en 2005, par le secrétaire général de l'ONU Kofi Annan, membre du Haut Conseil pour l'Alliance des civilisations.
Le 8 février 2009, Khatami annonce sa candidature à l'élection présidentielle iranienne de 2009,. Deux jours plus tard, il est victime d'une tentative d'agression à Téhéran, où une douzaine d'assaillants munis de bâtons voulaient l'attaquer,. Il annonce, le 16 mars 2009, qu'il retire sa candidature au profit de l'ancien Premier ministre Mir Hossein Mousavi, dans le but de ne pas diviser le camp réformiste. Après l'annonce de la défaite de celui-ci, il soutient les contestations qui suivent.

## Famille
Outre le persan, sa langue maternelle, Khatami parle couramment l'arabe, l'anglais et l'allemand. Il est marié à Zohreh Sadeghi, il a deux filles et un fils : Leila (née en 1975), Narges (née en 1981) et Emad (né en 1989).
Son titre de seyyed et le fait qu'il ait le droit de porter un turban noir indiquent, selon la tradition, qu'il est descendant du prophète Mahomet.
Son père est l'ayatollah Khatami. Sa mère est la fille d'un célèbre professeur de droit religieux.

## Récompenses et distinctions

### Décorations
- Médaille de l'ordre de José Martí (Cuba) ;
- Chevalier grand-croix au grand cordon de l'ordre du Mérite de la République italienne ;
- Grand-cordon de l'ordre du Libérateur (Venezuela).

### Distinctions
- En octobre 2009, Mohammad Khatami reçoit, avec Daryush Shayegan, le Global Dialogue Prize, l'un des plus importants prix au monde dans le domaine de la médiation interculturelle[14].